# Eurysternus gracilis
Eurysternus gracilis är en skalbaggsart som beskrevs av François Génier 2009. Eurysternus gracilis ingår i släktet Eurysternus och familjen bladhorningar. Inga underarter finns listade i Catalogue of Life.